# 足立護
足立 護（あだち まもる、1912年10月20日 - 1993年10月21日）は、日本の経営者。川崎汽船社長、会長を務めた。兵庫県出身。

## 経歴
1937年に東京帝国大学法学部を卒業し、同年に川崎汽船に入社。
1958年5月に取締役に就任し、1961年6月に常務、1964年11月に監査役、1966年11月に再び取締役、1968年5月に専務を経て、1969年5月に副社長に就任し、1970年5月には社長に昇格。1976年5月に相談役に就任。
1973年11月に藍綬褒章を受章し、1983年4月に勲二等瑞宝章を受章。。
1993年10月21日心不全のために死去。81歳没。